# Гіппоклід
Гіппоклід (*Ἱπποκλείδης, сер. VI ст. до н. е.) — архонт Афінського полісу в 566—565 роках до н. е.

## Життєпис
Походив з аристократичного (епатридського) роду Філаїдів. Син Тісандра. Ймовірно, був стриєчним братом політика і військовика Мільтіада Старого.
Насамперед відомий участю у сватанні доньки Клісфена, тирана Сікіона. За словами Геродота, Гіппоклід був найбагатшим і найкрасивішою людиною в Афінах, і батько нареченої віддавав йому перевагу між іншими претендентами, причому не тільки через звитягу, а й через спорідненості його родини з Кіпселідами. У день, коли Клісфен намір оголосити переможця, женихи на бенкеті стали змагатися в піснях і не цілком пристойних жартах, і Гіппоклід перевершив інших, влаштувавши непристойний танок на столі, а закінчив, ставши на голову й танцюючи догори ногами. Клісфен роздратовано вигукнув: «О, син Тісандра, ти, право, протанцював своє весілля!». На що невдалий наречений відповів з зарозумілістю: «А Гіппокліду плювати!». Геродот пише, що слова ці увійшли в приказку. Її цитує Аристофан в «Осах».
У 566—565 роках до н. е. був афінським архонтом. під час його каденції запроваджено Великі Панафінеї. Подальша доля невідома.

## Родина
Тісандр, сином якого був архонт Ісагор.